# Can Ballester (Vallmoll)
Can Ballester és un monument protegit com a bé cultural d'interès local del municipi de Vallmoll (Alt Camp).

## Descripció
Edifici entre mitgeres, format per planta baixa, pis i golfes. Presenta una distribució simètrica de la façana. A la planta baixa hi ha una gran porta amb una llinda, amb grans dovelles regulars de pedra i una petita finestra a banda i banda. Al primer pis hi ha tres balcons rectangulars amb baranes de ferro, i al pis de les golfes, cinc obertures d'arc de mig punt. L'edifici es corona amb cornisa i cobertura de teula a dues vessants, amb el carener paral·lel a la línia de façana. L'arrebossat de la façana conserva restes de pintures.

## Història
A la llinda de la porta d'accés de l'edifici, a la dovella central, apareix la data del 1855. Es pensa que algunes de les parts a les plantes inferiors com el celler, les quadres i l'aljub, podrien ser més antigues.
Al febrer de 1992 l'ajuntament adquirí l'edifici per a restaura-lo i convertir-lo en centre cultural, amb una sala de lectura, sales per a conferències i altres activitats culturals. Es preveien dues campanyes, la primera s'intervindria a la façana, les balconeres i els sostres i la segona se centrarà en la recuperació interior.